# تاريخ الفاشية الإيطالية
تاريخ الفاشية الإيطالية (بالإيطالية: Italia Fascista)‏ ويسمى هذا التاريخ أيضاً بالسنوات العشرين من الفاشية أو العشرون عاماً فقط، تاريخ الفاشية هو الفترة التي بدأت من 30 أكتوبر 1922م باستيلاء بينيتو موسوليني على السلطة حتى نهاية حكمه في 25 يوليو 1943م.

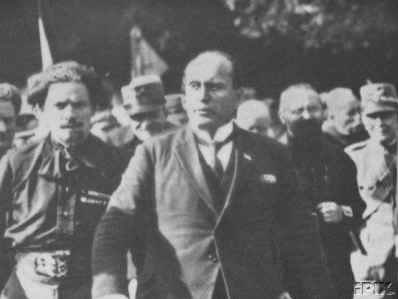
موسوليني

في بعض الحالات يشير هذا التعبير إلى العقدين الفاشيين (1925-1945)، يحدهما اثنان من التواريخ الهامة:
- عام 1925، الذي أعلن فيه بعدم قانونية جميع الأحزاب مع استبعاد الحزب الوطني الفاشي.
- عام 1945، الذي شهد تفكك الجمهورية الاشتراكية الإيطالية.

## الوقائع التاريخية

### مقدمة: نتائج الحرب العالمية الأولى

#### الحرب العالمية الأولى
في الحرب العالمية الأولى وجدت إيطاليا نفسها في حالة اقتصادية وسياسية واجتماعية صعبة جداً. كانت خسائر الأرواح في الحرب العالمية الأولى فادحة، حيث بلغ عدد القتلى أكثر من 650٫000 قتيل ونحو مليون ونصف المليون بين مشوهين وجرحى ومفقودين.
وبغض النظر عن الدمار الذي وقع في شمال شرقي إيطاليا، حيث كان هناك جبهة القتال، فالأدهى من ذلك هو فقدان المأوى والمؤونة لمئات الآلاف من اللاجئين الذين فروا من منازلهم وسط الاعتداءات وعمليات القصف.
يمثل نشوء مملكة يوغوسلافيا في الحدود الشرقية لإيطاليا الشيء الذي حُطِّمت عليها أحلام إعادة الوحدة الوطنية الإيطالية، وذلك بعد الحصول على الأراضي الموعودة والمدرجة في معاهدة لندن. دعم الحلفاء الآخرين مقترحات الرئيس الأمريكي وودرو ويلسون لإعطاء مملكة يوغوسلافيا نفسها (السلافية SHS، صربيا-كرواتيا-سلوفينيا) مدينة دالماسيا، ومدينة رييكا (التي يجب أن تبقى في النمسا-المجر وفقا لمعاهدة عام 1915، أو في البديل، في دولة كرواتيا الصغيرة) وأستريا الشرقية. وقد أبدت مدينة رييكا منذ نهاية الحرب رغبتها بالانضمام إلى إيطاليا واضعة حكومة روما في موقف حرج مما اضطرها لقبول هوية أصوات مدينة رييكا وفي الوقت نفسه الدخول في صدام مع فرنسا، وبريطانيا العظمى، والولايات المتحدة الأمريكية، ومملكة يوغوسلافيا.
كان الوضع السياسي الدولي صعباً بالإضافة إلى الحالة الاقتصادية الداخلية المأساوية. كانت إيطاليا تعتمد إلى حد كبير على الواردات الخارجية من الحبوب والفحم وما نتج عن ذلك من ديون لصالح الولايات المتحدة، كانت خزائن الدولة فارغة تقريباً وذلك لأن العملة المحلية للدولة فقدت الكثير من قيمتها خلال الصراع، بالتزامن مع ارتفاع التكاليف المعيشية والتي ارتفعت بنسبة 450% تقريباً.
وقد أدى نقص المواد الخام إلى التسريح التدريجي للجيش الملكي (بعد أن استُخدِم جزء كبير منه للعمل على تلبية الاحتياجات الفورية لفترة ما بعد الحرب والمحصول الأول من 1919) ونهاية الإنتاج الحربي الذي أدى لتوقف المصانع، ونظراً لعدم وجود سوق محلية قوية وأزمة الأسواق الخارجية حالت دون أن يجد الإنتاج متنفساً، وبالتالي أغلقت العديد من المصانع.
وباختصار وجدت إيطاليا نفسها أيضاً في مواجهة مع مشكلة استيعاب مئات آلاف من العاطلين عن العمل الذين كانوا يعملون في المصانع الحربية، وملايين من الجنود المسرّحين. الكثير من الوعود التي قطعت لهم أثناء الحرب (مثل مصادرة الأراضي من ملاك الأراضي وتوزيعها على دفعات لقدامى المحاربين) لم تحترم، مما تسبب في استياءهم. فالتحالف بين الجماهير المقاتلين السابقين وهؤلاء العمال تشكل على الفور.
في البداية تسبب هذا التحالف في زيادة كبيرة في الأحزاب والحركات اليسارية، وخاصة الحزب الاشتراكي الإيطالي، الذي كانت أقليته الثورية الحافز في نجاح الثورة الروسية. نهاية الحرب والقيود السياسية والرقابية سمحت باستئناف أنشطة الدعاية والنقابات. وعلى الجانب الآخر، فإن التشكيلات القومية شكلت جبهة احتجاجية ضد الحكومة ومعاهدات السلام، في حين خلقت الدوائر الدانونزياني مصطلح «النصر مشوه»، التي أصبحت كلمة السر لغير الراضين.
وجدت الدولة نفسها في مواجهة مع هجوم ثلاثي: من الخارج، وتمثل في محاولة واضحة من قبل قوات الحلفاء للحد من نطاق الانتصارات والمطالبات الإيطالية لصالح مملكة يوغوسلافيا، ومن قبل التشكيلات الاشتراكية والنقابية والتي بدأت حملة شبه ثورية، وذلك من خلال توجيه ضربات قاسية وخاصة عن طريق الإضرابات العامة، وبواسطة التشكيلات القومية، التي حملت على عاتقها القيام بحملة من التشويه ضد أعمال الحكومة والتي انتهت في سبتمبر 1919 بحركة اييكا وبنحو خاص القانون والنظام، مع تصاعد التطرف والعنف، والتصادم بين الفريقين الاشتراكي والقومي.

## نشأة الفاشية

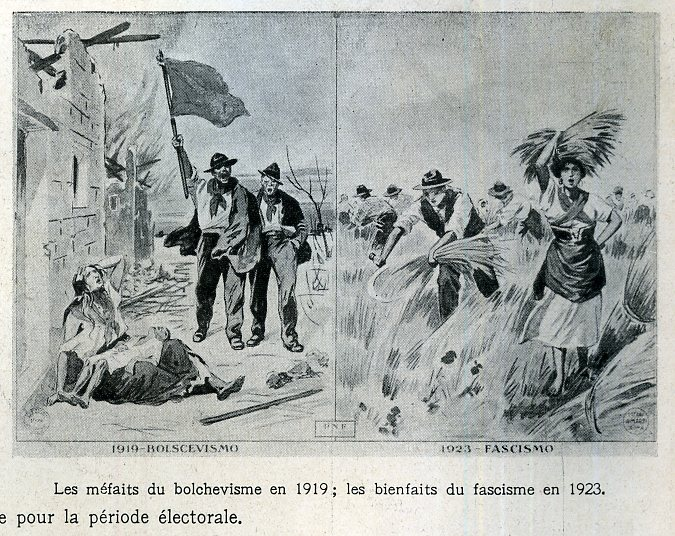
الدعاية الفاشية: على اليسار أسطورة الآثام البلشفية في عام 1919، وعلي اليمين الأمور الحسنة للفاشية في عام 1923

قبل نهاية الحرب العالمية الثانية، حاول بينيتو موسوليني، واحد من أهم داعمي التدخل، أن يجد العديد من البنوك التي تدعم الحرب وتضيف لها دفعة ثورية. ومع ذلك، فشلت جهوده في ان تتحقق بعد ستة أشهر فقط بعد انتهاء الأعمال العدائية، عندما تساند مجموعة صغيرة من المحاربين القدامى والمثقفين المتدخلين والقوميين والفوضويين ورؤساء البلديات والثوريين، وجمعت في قاعة في ميدان القديس القبر في ميلانو، وإعطاء الحياة ليسخر من القتال، والذي تم تكوين برنامجه من الاشتراكية والقومية في وقت واحد. من قبل الطبقات الاجتماعية الساخطة والتي تخضع لاقتراحات الدعاية القومية والتي جاءت نتيجة لمعاهدات السلام وأشعلت وغذت أسطورة النصر المشوهة. ظهرت منظمات قدامى المحاربين على وجه الخصوص، الذين كانوا مصدر للاضطراب للسياسية، تم حلها وتم إيقاف أعضائها، والعودة إلى الحياة المدنية. ووجد عشرات الآلاف من الجنود السابقين يحملون أيديولوجية عنيفة. رفض السخط على نطاق واسع الذي يشق طريق استيائه بسبب عدم الحصول على الاعتراف الكافي للتضحيات والشجاعة وازدراء من ثبت على مدى سنوات من القتال العنيف في الجبهة وعن إصابات نشطاء الاشتراكين، وصل إلى ارتياد النوادي ضباط يرتدون الزي العسكري للتعبير عن الإهانة ضد البزات المزخرفة المتباهية بالميداليات. كما لاحظ العديد من المؤرخين (مثل فيديريكو Chabod) هو ثم قبل كل شيء عن البرجوازية الصغيرة، وخاصة في المناطق الريفية واحدة أن الفاشية البدائية توجه مقاتليها. هذه الطبقة الاجتماعية أجبرت أساسا في إيطاليا من قبل البروليتاريا الصناعية والزراعية سواء كانت أكثر أو أقل تنظيما وممثلة من قبل أطراف الجماعية (PSI والشعبية) والنقابات العمالية والطبقة الوسطى العليا، وبطل الرواية من الفترة الليبرالية المهيمنة في إيطاليا -
مع ان الحرب قد اكتسبت دورا رئيسيا، وتوفير العمود الفقري لضباط الاحتياط بالقوات المسلحة والبرجوازية الصغيرة بعد الحرب وجد إلى حد ما، ثم، في مواجهة الطبقات الاجتماعية الأخرى، نظمت بالفعل أو مثلت نفسها دون مرجعيات وهدد إبلاغها إلى دور ثانوي، كما هدد من أدناه عن طريق التحريض الاشتراكي، من الرأسمالية التي وعدت لاستيعاب الأسواق الكبيرة والموارد. كان الإحباط لهذا الوضع أرض خصبة ليتأسس في 23 مارس 1919 في ميلانو، وشعاع الفاشي الأول للقتال، واعتماد الرموز التي كانت جريئة حتى ذلك الحين، مثل العباءات السوداء والجمجمة.

## المسيرة إلى روما والسنوات الأولى من الحكومة
بعد مؤتمر نابولي، هتف 40,000 عضو تابع للقمصان السود _ للزحف الي روما، واضطر موسوليني للتصرف: لحظة بدت مواتية، وقوية تم تجميع فرقة من 50,000 بالرصاص في شمال لاتسيو ودفعت من قبل quattuorviri (وفي روما القديمة quattuorviri كان أربعة من أعضاء هيئة انتخابية أن يعزى إلى أربعة مواطنين مع السلطات والوظائف القضائية للشرطة، مع مدة خمس سنوات.) ضد العاصمة في 28 تشرين الأول 1922. الخط الثابت) الملك فيتوريو ايمانويل الثالث نهى عن الجيش الملكي إلى التدخل لمواجهة محاولات الانقلاب وتفريق المسلحين، ولتكون فرص لحسابات سياسية ويكون لولي العهد دور فعال وتجنب المزيد من إراقة الدماء التي يمكن أن تغرق البلاد في حرب أهلية ثانية، لم يوقع على مرسوم الأحكام العرفية، مما يمهد الطريق في الواقع الأعمدة الفاشية نحو عاصمة الولاية. ولكن دخلت جماعة القمصان السوداء في روما في 30 أكتوبر تشرين الأول.
في 30 تشرين الأول، في الوفاء المسيرة الي روما، عين الملك بنيتو موسوليني لتشكيل حكومة جديدة في وتفويض موسوليني ليستخدم قوة ولي العهد سافوي ضد البرلمان. وكان رئيس الفاشية غادر ميلان لروما، وعلى الفور لمجموعة العمل. في عمر 39 أصبح موسوليني رئيس مجلس الإدارة، وأصغرهم سنا في تاريخ إيطاليا الموحدة.
وضمت الحكومة الجديدة عناصر من الأحزاب المعتدلة في الوسط واليمين، والجيش، وبعض أعضاء الفاشيين.
ومن بين الخطوات الأولى التي اتخذتها المسار السياسي الجديد كان هناك محاولة «تطبيع» فرق الفاشية التي في كثير من الحالات استمرت في ارتكاب العنف، والتدابير المتخذة لصالح المبتورين ومصابي الحرب، تخفيضات جذرية في الإنفاق العام، وإصلاح مدرسة (الإصلاح غير اليهود)، وتوقيع البحرية نزع السلاح في واشنطن، وقبول الوضع الراهن مع مملكة يوغوسلافيا حول الحدود الشرقية وحماية الأقلية الإيطالية في دالماتيا.
في الأشهر القليلة الأولى من حكومة موسوليني تأسست أيضا حديقة غران باراديسو الوطنية، اهديت في عام 1919 إلى الدولة الإيطالية، والصيد الملكي فيتوريو إيمانويل الثالث، وذلك بفضل التبرعات.

## الشارات الحمراء والثورة الفاشية
في الحركة الفاشية، وقد كانت كذلك جريئة ومستقبلية والقومية وقد دمجت الثوريين والمقاتلين السابقين من كل سلاح في وقت لاحق ضمت أيضا عناصر المشكوك في انتمائهم والمغامرين. بعد عشرين يومًا فقط من تأسيس فرق الحزب الوليد (الناشئ، لجديد) الفاشي اشتبكت الفرق العمالية مع الاشتراكيين حيث اقتحموا مقر الصحيفة الاشتراكية أفانتي وقامت بتدميره وقد اقتلعت علامة صحيفة وتقديمه إلى موسوليني كغنيمة في غضون بضعة أشهر. انتشر الحزب الفاشي في جميع أنحاء إيطاليا وإن كان ذلك من حيث الاتساق سيئ للغاية. في يوم 23 يونيو 1919 استقرت حكومة فرانشيسكو سافيريو نيتي، لتحل محل استقالة فيتوريو ايمانويل أورلاندو، بعد اتباع خيبة الأمل في معاهدات السلام أدت السياسات التي تقوم بها (نيتي) إلى استياء كبير، وخاصة بين قدامى العسكريين المسرحين، والقوميين.
في 19 سبتمبر لعام 1919، كسر الشاعر غابرييلي دانونسيو التاخير التابع لرؤساء المتمردين للجيش الملكي وسار بجانب النهر بالقوة العسكرية حيث التي أنشئت حكومة ثورية بهدف التأكيد على نقابة إيطاليا على إقليم كارنيرو. على الفور تم تعزيز هذا العمل من قبل الحركة الفاشية، على الرغم من موسوليني لم يقدم - ولا يمكن أن يقدم - أي دعم حقيقي لقضية هذه الكتائب.
في 16 نوفمبر لعام 1919، شهدت الانتخابات (لأول مرة وفقا للنظام النسبي) انتصار لاثنين من الأحزاب الجماهيرية: الحزب الاشتراكي الذي برز كحزب أول مع 32٪ من الأصوات و156 مقعدا، وحزب الشعب الناشئ التابع لدون ستورزو، في أول ظهور له في الانتخابات التي تم الحصول عليها 20٪ من الأصوات و100 مقعدا. الحركة الفاشية، والتي تظهر في الكلية الوحيدة في ميلان، مع قائمة برئاسة موسوليني ومارينيتي، وفازت ب أقل من 5,000 صوتا من أصل حوالي 370,000 المدلى بها للتصويت في الانتخابات، وعدم انتخاب أي ممثل منهم.
إثر هذه الهزيمة الانتخابية الصعبة، فكر موسوليني جديا في التخلي عن هذه السياسة، على الرغم من وجود 88 من المقاتلين الفاشيين مع 20,000 من المقيدين. الرقم الذي يعتقد بعض المؤرخين انه افسد التفاؤل المفرط. علي ايه حال، إن الشعب الإيطالي في يوم 23 مارس 1929، سكرتير PNF أوغستو توراتي، وذكر في يوم 31 ديسمبر عام 1919، كان للفاشيين في إيطاليا 31 من الأعضاء فقط 870.
نتائج الانتخابات لا تضمن الاستقرار اللازم لهذا البلد ولحزب PSI، والذي له الأغلبية عظمي، واستمر في رفض تحالف مع أحزاب «البرجوازية». ولذا بقيت مبادرة سياسية في أيدي الحركات النقابية ممثلة في رابطات الاشتراكية والشعبية التي أطلقت تصعيد الإضرابات والشغب والمعروفة تاريخيا باسم «العامين الأحمرين»، والتي بلغت ذروتها في صيف عام 1920 في الإحتلال العام للأراضي الزراعية والمصانع والمنشآت الصناعية في البلاد تقريبا، مع التجارب في الإدارة الذاتية والإنتاج الذاتي وإنشاء مجالس أعمال على غرار السوفيات.
وبخصوص احتلال الأراضي الزراعية فقد أقنع العديد من ملاك الأراضي، وخاصة في إميليا، وفي شمال توسكانا وومباردي منخفضة، لبيع المزارع إلى المزارعين المستأجرين السابقة، والعاملين أو صغار الملاك. وأصبحت هذه هي فئة جديدة من ملاك الأراضي، أكثر تصميما للدفاع عن ممتلكاتهم ضد الاحتلال من ملاك الأراضي السابقة بكثير، والتي حولت فكر موسوليني لإعطاء الاتساق للحركة الفاشية، التحالف الحاجة الكاملة. بينما تمزقت الأحزاب الاشتراكيين بسبب الخلافات الداخلية والمنافسات النقابية بين الروابط البيضاء والجماعات الشعبية والجحافل المنتمية إلى الطبقة الصغيرة الزراعية البرجوازية، سواء حرفة أو تجارة، والمنزعجة من والاضطرابات، اندمجت في الحركة بقيادة فكر موسوليني. وفي غضون بضعة أشهر في إيطاليا أنشئ أكثر من 800 مقر جديد للفاشية، مع حوالي 250,000 عضوا، والذي أدى إلى إنشاء فرق العمل، وأطلق باستخفاف اسم «العصابات» على المعارضين السياسيين، فيما يتناقض رابطات الحمراء والبيضاء، خلال الإضراب أو العمل، في مناخ من العنف السياسي على نطاق واسع.
ومن بين الكتائب الفاشية في الجنوب ناضل حتى بعض المجرمين. ولا سيما في نابولي، حيث كان في المركز منظمة كامورا القرن التاسع عشر مرت بمرحلة من الفوضى، وقدم بعض كامورا أنفسهم جسدا وروحا فداء للفاشية بحيث رأوا فيها إمكانية لتحسين أوضاعهم وإلغاء الجرائم السابقة. على سبيل المثال، كما في حالة غيدو سكالتيذلك المبتز الصغير من الحي الإسباني، الذي أسس أول اتحادفي نابولي رئيسي، أو إنريكو فورت لخدماته لفرقة كوفئ في عام 1924 على اشرافه على «مصنع التبغ».
مرة واحدة استولى الفاشية على السلطة وذلك بمهارة قامت باستخدام كامورا للسيطرة وقمع النشاط. جنوح الاقيلم ذلك في مقابل الاستغناء عن المناصب العامة والوظائف، وقبل كل شيء، والتسامح مع التهريب. تم تكثيف أنشطة الشرطة العسكرية وتوجه نحو المجرمين الذين لم تتعاون مع النظام. في منطقة أفيرسا، شكلت هيكل كامورا منافس قوي إلى نابولي، في عام 1927عملت الشرطة أكبر حملة مضادة لكامورا ومطاردته، و4,000 القبض عليهم.
الاتجاه غير الواقعي والخلط، والذي أظهر عدم قدرة القوى السياسية، وتطوير العمل الثوري الحقيقي وتقدمه، كان واضحا على الفور في العديد من السياسيين، ولا سيما في غرامشي وجيوليتي واستبدال الحكومة الثانية لنيتي.
في سبتمبر 1920 نجح جوليتي في كسر الجبهة الاحتلالية من خلال منح الأجور تقدما محدودا، والعمل على عودة الشرعية. تأسيس السلام الاجتماعي المؤقت في الداخل، تناول مسألة النهر، والعزم على حل مشكلة دولية من وصاية كاروما. بعد مفاوضات مكثفة بين إيطاليا ويوغوسلافيا ودانونسيو، أعطى جوليتي طريقة لعمل عسكري يهدف إلى طرد كارنيرو المشتركة بالقوة من الفيلق، وبلغت ذروتها عيد الميلاد الدموي 1920.
العنصر العسكري السائد على نطاق واسع في هذه الفرق أعطى التفوق الواضح في الاشتباكات مع الاشتراكيين، وشعبية ونقابات غير الفاشية، الذي سرعان ما - على الرغم من أنهم أكثر عددا بكثير - عانت من وطأة أصحاب القمصان
السود. قامت حملة ممنهجة لتدمير مراكز المجتمع الاشتراكية للفاشية والترهيب الشعبية والمنافسات النقابية والعدوان من المتشددين - جنبا إلى جنب مع سياسة التعامل تحت الأرض المعاصر بقيادة فكرموسوليني ضد الأطراف المعتدلة واليمينية - أدت إلى أزمة في اتجاه الاشتراكية، بينما في نفس الوقت فان زيادة القوة العددية والروح المعنوية للفاشيين في القتال.
وهكذا، بينما في عام 1921 تفكك الحزب الاشتراكي الإيطالي في فرقتين متتاليتين، وإعطاء الحياة إلى الحزب الشيوعي في إيطاليا)، وفي 7 نوفمبر، ولدت عام 1921 في الحزب الوطني الفاشي (PNF)، وتحولت الحركة إلى حزب، والتخلي عن مواقف الحركة النقابية الثورية، وقبول بعض التنازلات القانونية والدستورية مع القوى المعتدلة وتنأى حد كبير من تأسيس سياسة الحركة، على النحو المنصوص عليه في برنامج القديس القبر في عام 1919. وفي ذلك الوقت جاء PNF ولها 300,000 من المشتركين (في التوسع إلى أقصى حد من PSI تجاوزت قليلا 200,000 مشترك).
من الناحية التنظيمية، ففي «مجموعة ميلان» معقل الفاشية - انضم إلى مجموعة ريفية وزراعية قوية من الملاك وأصحاب الأراضي في مناطق مثل إميليا، توسكانا وبوليا .
على وجه التحديد في هذه المناطق كانت الفرق تقود بفكر أكثر تحديدا لضرب النقابيين، والقوميين والشيوعيين ، والجماهير الريفية التي نظمت التقدم بادعاءات اجتماعية وسياسية واقتصادية وترهيبهم بالممارسة الشائنة من استخدام العصا والزيت الخروع، أو حتى جرائم القتل ترتكب دون عقاب في بعض الأحيان. في هذا المناخ من العنف وفي انتخابات 15 مايو عام 1921 نجح الفاشيون على جلب نوابهم الي البرلمان الأول، بما في ذلك موسوليني الذي أصبح نائبا.
نمت شهرة الحزب حيث وان لم تكن النقابات تابعة للفاشيين ففي يوم 1 أغسطس 1922 دعوا إلى إضراب عام ردا على الاشتباكات التي وقعت في رافينا: الفاشيون بناء على أوامر من موسوليني دعموا المضربين، وكانت النتائج سيئة للإنتاج، في محاولة لعرقلة الاحتجاج. مرة أخرى في أغسطس 1922 تمكن سكان بارما، وكان مركزه في حي شعبي من Oltretorrente، التي نظمتها أرديتي ديل بوبولو، بقيادة غيدو بيتشلي وأنطونيو شييري لمقاومة كتائب الفاشية بقيادة إيتالو بالبو، ومستقبل «يطير عبر المحيط الأطلسي». وكانت هذه المقاومة الأخيرة ضد 'الرغبة الفاشية.

## تحول الفاشية إلى الديكتاتورية
في انتخابات 6 أبريل، أصدر موسوليني عام 1924 قانون الانتخابات الجديد (القوانين غير ناضجة) التي من شأنها أن تعطي ثلثي المقاعد للقائمة التي حصلت على الأغلبية ولا يقل عن 25٪ من الأصوات. عقدت الحملة الانتخابية في أجواء من التوتر مع الترهيب والضرب غير المسبوق.
القائمة الوطنية بقيادة موسوليني اكتسبت الأغلبية المطلقة في 64.9٪ من الأصوات. الانتخابات العامة الإيطالية في عام 1924، كما كتبه المؤرخ وعضو مجلس الشيوخ الشيوعي فرانشيسكو ريندا، إلا أنه كانت «الشرعية الدستورية الأولى والأخيرة من الفاشية».
وفي يوم 30 مايو 1924 تحدث النائب الاشتراكي جياكومو ماتيوتي إلى الدائرة الطعن في نتائج الانتخابات. 10 يونيو، وفي عام 1924 اختطف ماتيوتي وقتل.
استجابت المعارضة لهذا الحدث من قبل التقاعد في Aventino (انفصال افتتينا)، ولكن موقف موسوليني تعقد حيث في 16 أغسطس تم العثور على جثة متحللة لماتيوتي بالقرب من روما.جال مثل إيفانو بونومي، أنطونيو سالاندرا وفيتوريو ايمانويل أورلاندو ثم مارسوا ضغوطا على الملك بعزل موسوليني، في التنقيب الذي قام به جيوفاني أمندولا ادي الي سيناريوهات مقلقة، ولكن فيتوريو ايمانويل الثالث بمناشدة النظام الأساسي ألبرتينو أجاب: «أنا أصم وأعمى. عيناي وأذناي هما مجلسي النواب والشيوخ»، وبالتالي لم يتدخل.
ما حدث بالضبط ليلة رأس السنة 1924 ربما لم تتحقق. يبدو ان أربعين من قناصل الميليشيا، التي يقودها انزو جلياتي أمر لتأسيس ديكتاتورية موسوليني تهديد للإطاحة به في حاله معارضته ذلك.
في 3 يناير 1925، في مجلس النواب، قال موسوليني الخطاب الشهير الذي أعلن فيه مسئوليته عن الأحداث الجارية:
"أعلن هنا، أمام هذا المجلس وبحضور الشعب الإيطالي، أن أغتنم، وأنا وحدي ، المسؤولية السياسية والأخلاقية والتاريخية في كل ما حدث. لو كانت العقوبات أكثر أو أقل شلت بما يكفي لشنق رجل، بالقائم والخروج من حبل!لو كانت الفاشية لا تعني زيت وعصا، ولكن علي العكس تعني العاطفة الرائعة أفضل من الشباب الإيطالي، لإلقاء اللوم علي! لو كانت الفاشية الإجرامية، وأنا على رأس هذه الإجرامية! لو كان كل من العنف نتيجة للمناخ التاريخي المحدد والسياسي والأخلاقي، حسنا، بالنسبة لي المسؤولية عن هذا، لأن هذا المناخ التاريخي والسياسي والأخلاقي خلق الدعاية التي مرت تدخل حتى الآن.»
يعد ذلك الخطاب هو مقدمة لظهور الديكتاتورية.
في 26 يناير كانون الثاني وكانت المرة الأولى والوحيدة التي يتداخل بواسطة نائب، ندد غرامشي طابع النظام البرجوازية الصغيرة الفاشية، حليفة والقائمة تحت رعاية كبار ملاك الأراضي والصناعيين والمفارقات بشكل كبير على الحليف السابق للحزب، في الماضي ومشيرا إلى الحزب الاشتراكي.
في الفترة 1925-1926 صدرت سلسلة من الإجراءات من الحرية المدنية: تم حل جميع الأحزاب السياسية والنقابات العمالية الغير فاشية ، قمعت حرية الصحافة والتجمع والتعبير عن الرأي ، تمت استعادة عقوبة الإعدام وتم إنشاء المحكمة الخاصة مع صلاحيات واسعة جدا، وقادرة على إصدار أحكام تصل إلى الحبس مع إجراءات بسيطة فأصبح الناس كارهين للنظام.
في 24 ديسمبر 1925 والقانون يغير خصائص الدولة الليبرالية: بينيتو موسوليني يتوقف عن كونه رئيس مجلس الأمن، وهذا هو بين متكافئين بين الوزراء ويصبح رئيس وزراء دولة، يعينه الملك والمسؤولين له وليس للبرلمان. بدوره يتم تعيين وزراء مختلفين من قبل الملك بناء على اقتراح رئيس مجلس الوزراء ويكون مسؤولا أمام الملك وأمام رئيس الوزراء. وينص القانون أيضا على أن أي مشروع سيتم مناقشتة من قبل البرلمان من دون موافقة رئيس مجلس الوزراء.
في 4 فبراير 1926، تم استبدال رؤساء البلديات المنتخبين بواسطة رئيس بلدية عين بموجب مرسوم ملكي، في حين تم استبدال الهيئات المنتخبة على هذه التوصيات وشبك من قبل المجالس البلدية لتعيين المحافظات.
في 16 مارس 1928، دعا مجلس النواب إلى التصويت على المسار لتجديد التمثيل الوطني. ونص على سياسة قائمة واحدة من 400 من المرشحين المختارين من قبل المجلس الأعلى الفاشي على اقتراح من منظمات العمال وأصحاب العمل، وكذلك جمعيات أخرى معترف بها.
سيكون من حق الناخبين قبول أو رفض القائمة. يمر الإصلاح، تقريبا دون قرارات، مع 216 نعم و15 لا. جيوليتي هي واحدة من عدد قليل قام بالاحتجاج، ولكنه عدل عن موقفه بسرعة وفعل كالبقية بواسطة موسوليني مع عبارة: «سنأتي لها لمعرفة كيفية جعل الانتخابات». وفي مجلس الشيوخ احتجاجات الولايات هي قليلا الأكثر تحركا، ولكن تمرير القانون مع 161 لصالح و46 ضد. في 8 ديسمبر اغلق حتى السلطة التشريعية في 28.
في 24 مارس 1929، دعا الشعب الإيطالي للتصويت على قائمة النواب التي قدمها المجلس الأعلى الفاشي، ثمانية ونصف مليون صوتوا بنعم، فقط 136,000 صوتوا بلا، نسبة الناخبين هي 89,6٪.